# قلعه قلاع نوزاد
قلعه قلاع نوزاد مربوط به دوره اسماعیلیان است و در شهرستان درمیان، مزرعه چک واقع شده و این اثر در تاریخ ۷ مرداد ۱۳۸۲ با شمارهٔ ثبت ۹۳۰۸ به‌عنوان یکی از آثار ملی ایران به ثبت رسیده‌است.